# Calzadilla del Campo
Calzadilla del Campo es una entidad de población española del municipio de Gejuelo del Barro, perteneciente a la provincia de Salamanca, en la comunidad autónoma de Castilla y León.

## Historia
Hacia mediados del siglo XIX, el lugar, ya por entonces perteneciente a Gejuelo del Barro, tenía contabilizada una población de 45 habitantes. Aparece descrito en el quinto volumen del Diccionario geográfico-estadístico-histórico de España y sus posesiones de Ultramar de Pascual Madoz con las siguientes palabras:

CALZADILLA DEL CAMPO: l. agregado al ayunt. de Gejuelo del Barro (1 leg.), en la prov. y dióc. de Salamanca (6 1/2), part. jud. de Ledesma (3/4), aud. terr. y c. g. de Valladolid (23): sit. sobre la calzada de Ledesma á Vitigudino y embarcadero del Duero, en el declive suave que forma una altura con esposicion al SO.: el clima es templado, aunque algo húmedo; hay una igl. dedicada al Smo. Cristo, anejo de la de Zafron. Confina el térm. N. con el de Peñaserrasin; E. Cásar; S. Tajurmientos, y O. Cerrecibañez. El terreno es de inferior calidad; tiene bastantes cercados de piedra á las inmediaciones del pueblo, y por la parte O. del mismo pasa una ribera que mas adelante se titula Puenteslenguas; es de bastante consideracion, y á cosa de 1 1/2 leg. se confunde con el r. Tormes, en térm. de Noguez. Los caminos, son de pueblo á pueblo; y á corta dist. se halla la calzada del Duero al embarcadero de la Fregeneda. prod.: granos, alguna hortaliza, pastos, ganado lanar, cerdoso y asnal. ind.: la agricultura y ganaderia. pobl.: 13 vec., 45 alm. cap. terr. prod.: 254,400 rs. imp.: 12,760; valor de los puestos públicos 2,200.
(Madoz, 1846, p. 312)

En 2023, la entidad singular de población tenía empadronados cuatro habitantes.